# Фолс Пас (Аљаска)
Фолс Пас (енгл. False Pass) град је у америчкој савезној држави Аљаска.

## Демографија
По попису из 2010. године број становника је 35, што је 29 (-45,3%) становника мање него 2000. године.
| Група             | 2000.      | 2010.     |
| Белци             | 17 (26,6%) | 7 (20,0%) |
| Афроамериканци    | 0 (0,0%)   | 0 (0,0%)  |
| Азијати           | 0 (0,0%)   | 1 (2,9%)  |
| Хиспаноамериканци | 1 (1,6%)   | 0 (0,0%)  |
| Укупно            | 64         | 35        |